# Sorbus croceocarpa
Sorbus croceocarpa är en rosväxtart som beskrevs av Peter Derek Sell. Sorbus croceocarpa ingår i släktet oxlar, och familjen rosväxter. Inga underarter finns listade i Catalogue of Life.